# 反逆のヒーロー レネゲイド
『反逆のヒーロー レネゲイド』（原題：Renegade） は1992年9月19日から1997年4月4日に渡りアメリカで放映されたアクション/アドベンチャードラマ。
別タイトルは「レネゲイド/反逆のヒーロー」。
日本では大阪の朝日放送で「反逆のヒーロー レネゲイド」のタイトルで1998年11月3日から1999年5月11日に渡り放映され、CSN1ムービーチャンネル（現:ムービープラス）で「レネゲイド/反逆のヒーロー」のタイトルで2001年11月29日から2002年5月2日に渡り放映された。

## あらすじ
正義漢レノ・レインズは、その正義感から同僚の悪事を告発するも、殺人者の濡れ衣を着せられた。
賞金稼ぎをしつつも彼は逃走生活を続け、いつしか反逆のヒーローと呼ばれるようになった。

## 登場人物

### 主要レギュラー
レノ・レインズ (Reno Raines) / ビンス・ブラック (Vince Black)
演：ロレンツォ・ラマス (Lorenzo Lamas)、吹替：小杉十郎太
ボビー・シックスキラー (Bobby Sixkiller)
演：ブランスコム・リッチモンド (Branscombe Richmond)、吹替：牛山茂
シャイアン・フィリップス (Cheyenne Phillips)
演：キャスリン・キンモント (Kathleen Kinmont)、吹替：金野恵子

### 準レギュラー
ドナルド・"ダッチ"・ディクソン (Donald 'Dutch' Dixon)
演：スティーブン・J・キャネル (Stephen J. Canne)、吹替：？

## スタッフ
- 製作総指揮 - スティーブン・J・キャネル
- 製作 - スティーブン・J・キャネル プロダクションズ

## 日本語版制作スタッフ
- 演出 - 高橋剛
- 翻訳 - 鈴木導
- 調整 - 蝦名恭範（ビーライン）
- 効果 - サウンドボックス
- 担当 - 甲斐樹美子（ムービーテレビジョン）
- 配給 - ワーナー・ブラザース テレビジョン（プロデューサー 佐藤美穂）
- 制作 - ムービーテレビジョン

## エピソードリスト
アメリカで放送された順番に記載。

### シーズン1
| 各話 | 邦題                 | 原題                 | 放送日         |
| ---- | -------------------- | -------------------- | -------------- |
| 1    | 濡れ衣               | PILOT                | 1992年9月19日  |
| 2    | 嫌われ者             | HUNTING ACCIDENT     | 1992年9月26日  |
| 3    | 審判                 | FINAL JUDGEMENT      | 1992年10月3日  |
| 4    | 越境者               | LA MALA SOMBRA       | 1992年10月10日 |
| 5    | 執念                 | MOTHER COURAGE       | 1992年10月17日 |
| 6    | 詐欺師               | SECOND CHANCE        | 1992年10月24日 |
| 7    | 報復                 | EYE OF THE STORM     | 1992年10月31日 |
| 8    | 傷の代償             | PAYBACK              | 1992年11月7日  |
| 9    | 敵討ち               | THE TALISMAN         | 1992年11月14日 |
| 10   | 希望の町             | PARTNERS             | 1992年11月21日 |
| 11   | 孤独な軍隊           | LYON'S ROAR          | 1993年1月4日   |
| 12   | 永遠の恋人           | VAL'S SONG           | 1993年1月11日  |
| 13   | 殺人捜査             | GIVE AND TAKE        | 1993年1月18日  |
| 14   | 誇り高き男           | SAMURAI              | 1993年1月25日  |
| 15   | レインズ対レインズ   | THE TWO RENOS        | 1993年2月1日   |
| 16   | ビリー・ザ・ヒーロー | BILLY                | 1993年2月8日   |
| 17   | 相棒の絆             | HEADCASE             | 1993年2月15日  |
| 18   | 遠い国境             | THE HOT TIP          | 1993年2月22日  |
| 19   | 夢の土地             | MOODY RIVER          | 1993年4月26日  |
| 20   | 脅迫                 | VANISHED             | 1993年5月3日   |
| 21   | 再会〈前編〉         | FIGHTING CAGE PART 1 | 1993年5月10日  |
| 22   | 再会〈後編〉         | FIGHTING CAGE PART 2 | 1993年5月17日  |

## 日本での放映
- シーズン2からシーズン5は未放映。

## DVD
海外DVD[リージョン1]のみ発売。
- Renegade: Complete Series (20pc) （2010年発売）